# Clearview (Virginie-Occidentale)
Pour les articles homonymes, voir Clearview.
Clearview est un village américain situé dans le comté d'Ohio en Virginie-Occidentale.
Selon le recensement de 2010, Clearview compte 565 habitants. La municipalité s'étend sur 0,42 milles carrés (1,09 km2).